# 스타게이트: 컨티넘
《스타게이트: 컨티넘》(Stargate: Continuum)은 2008년 개봉한 미국의 SF 영화이다. 스타게이트 SG-1의 연장선으로, DVD로 발매되었다.

## 줄거리
《스타게이트: 컨티넘》은 시간 여행을 소재로 한 SF 영화로, 마지막 남은 고아울드 시스템 군주인 바알이 과거 1939년으로 돌아가 지구에 스타게이트 프로그램이 생기지 않도록 역사를 바꾸면서 이야기가 시작된다. 바알은 스타게이트가 미국으로 옮겨지는 것을 막고, 고아울드 제국을 장악하려는 계획을 세운다. 원래 역사를 기억하는 유일한 존재인 SG-1 팀은 바뀐 역사를 되돌리기 위해 고군분투한다.
과거로 간 바알의 행동으로 인해 현재 시점에서 사람들이 사라지기 시작하고, 급기야 잭 오닐까지 죽음을 맞이한다. 생존한 사만다 카터, 다니엘 잭슨, 캐머런 미첼은 과거로 돌아간 스타게이트를 발견하지만, 그곳은 원래의 스타게이트 프로그램이 존재하지 않는 대체 역사였다. 그들은 잭 오닐 대령이 이끄는 팀에 의해 구조되지만, 역사를 바꾸려는 시도는 허락되지 않는다. 대체 역사 속에서 다니엘은 여전히 피라미드 이론을 설파하고 있고, 카터는 우주왕복선 사고로 사망했으며, 미첼은 아예 존재하지 않는 인물이 되어 버린다. SG-1 팀은 각자 다른 삶을 살아가게 된다.
1년 후, 고아울드 정찰선들이 나타나고, 바알은 다른 시스템 군주들을 지배하며 지구를 정복하려 한다. 발라 말 도란의 몸에 기생하는 케테쉬가 그의 여왕이 되고, 티알크는 그의 제1부관이 된다. 바알의 지구에 대한 지식에 의문을 품은 케테쉬는 그를 배신하고, 맥머도 기지와 고대 기지를 파괴하라고 명령한다. 바알이 죽자 케테쉬는 지구를 공격하는 한편, 자신의 시간 이동 장치를 확보하려고 한다.
SG-1팀은 남극 스타게이트가 파괴되자 러시아로 향하고, 그곳에서 아킬레스 호의 스타게이트를 발견한다. 티알크 역시 케테쉬보다 먼저 시간 이동 장치에 도달하기 위해 그들과 합류한다. 그들은 시간 여행을 위해 태양 플레어를 이용해야 한다는 것을 알게 되고, 적절한 시기를 기다리지만, 케테쉬의 공격에 1929년으로 시간 이동을 하게 된다. 전투 중에 샘과 다니엘이 죽고, 미첼만이 스타게이트를 통과한다. 티알크는 케테쉬와 함께 자폭한다. 10년을 기다린 미첼은 아킬레스호에 몰래 탑승하여 과거에서 온 바알과 그의 부하들을 죽이고 원래 역사를 복원한다.
원래의 시간대로 돌아온 SG-1팀은 아무 일도 없었던 듯 바알의 추출식을 지켜본다. 다니엘은 바알이 말했던 "안전 장치"의 의미를 궁금해하며 영화는 끝이 난다.

## 출연

### 주연
- 벤 브로우더
- 마이클 생크스

### 조연
- 아만다 태핑
- 크리스토퍼 저지
- 클라우디아 블랙
- 보 브리지스
- 리처드 딘 앤더슨
- 클리프 시몬
- 재클린 사무다
- 스티브 베이식
- 다시 캐드만
- 콜린 커닝햄
- 돈 에스 데이비스
- 윌리엄 디베인
- 론 할데르
- 데이빗 인그람
- 트레이시 트루먼
- 커스틴 윌리엄슨
- 피터 윌리엄스
- 마크 포슨